# 한근조
한근조(韓根祖, 1895년 7월 19일 ~ 1972년 2월 8일)는 일제강점기의 법조인이며 대한민국의 정치인이다. 대한민국 국회의 제4,5,6대 3선 국회의원을 역임했다. 평안남도 강서군 출신.

## 생애
한근조는 평안남도 강서군에서 태어났다. 그 뒤 일본에 유학하여 메이지 대학교 법학부에 입학하였다. 메이지 대학 법학부를 나왔고 귀국, 1922년 일본의 변호사 시험에 합격하였다. 이후 평양으로 돌아와 변호사로 활동하면서 조만식이 회장으로 있던 조선물산장려회의 부회장으로 활동했고 좌파 인사의 변호를 맡아주기도 하였다.
조만식이 평양의 고려호텔에 감금된 뒤, 이윤영을 비롯한 조선민주당의 주요인사들과 함께 월남하였다. 1948년 5·10 총선거에 출마하여 제헌국회의원에 당선되었다. 48년 6월 1일 헌법기초위원회 전문위원에 선임되었다. 초기에는 이승만 정권을 지지하였으나 뒤에 이승만 정권에 반대하여 야당에 참여하였다.
1949년 8월 20일 민족진영강화위원회 상무위원에 선출되었다.
대한민국 제3대 국회 종로구 조선민주당 후보로 출마하였으나 8,299표로 낙선하였다. 이후 대한민국 제4대 국회 민주당후보로 당선되었고 이어 대한민국 제5대 국회 민주당, 대한민국 제6대 국회 민주당 비례대표 등 3선을 역임했다.

## 같이 보기
- 조만식
- 이윤영

## 저서
- 《위대한 한국인-조만식》(1973, 태극출판사)

## 역대 선거 결과
|  | 27.11% |

|  | 55.68% |

|  | 48.99% |

|  | 13.5% |